# Élections législatives et présidentielle centrafricaines de 2005
Les élections présidentielles et législatives centrafricaines  ont lieu les 13 mars et 8 mai 2005. Elles marquent la fin du processus de transition commencé avec la prise du pouvoir par François Bozizé en mars 2003. 

## Présentation
François Bozizé s'est présenté aux élections présidentielles pour tenter de chef d'État pour un mandat présidentiel de cinq ans. Il fut pendant deux ans, le chef de la période de transition. Dix autres candidats ont également participé à ces élections. L'ancien président Ange-Félix Patassé, renversé par Bozizé, a été exclu de la campagne électorale. Lors des élections législatives simultanées, les 105 sièges de la nouvelle Assemblée nationale ont été pourvus.
Les élections générales de 2005, la première du pays depuis la victoire de Patassé à l'élection présidentielle septembre 1999, ont pu être organisées au moyen d'une nouvelle constitution qui a pris effet à la fin de décembre 2004, après avoir été approuvée par le peuple lors d'un référendum. Un scrutin qui donna lieu à un ballottage entre Bozizé, qui a remporté le plus de voix lors du premier tour selon les résultats officiels, et Martin Ziguélé, un ancien premier ministre sous Patassé. C'est Bozizé qui remporta ce deuxième tour avec 64,6% des voix. La passation du pouvoir eut lieu officiellement le 11 juin 2005. 

## Résultats

### Élection présidentielle
| Candidats                | Candidats                | Partis                                          | Premier tour | Premier tour | Second tour | Second tour |
| Candidats                | Candidats                | Partis                                          | Voix         | %            | Voix        | %           |
| ------------------------ | ------------------------ | ----------------------------------------------- | ------------ | ------------ | ----------- | ----------- |
|                          | François Bozizé          | Indépendant                                     | 382 241      | 42,97        | 610 903     | 64,60       |
|                          | Martin Ziguélé           | Mouvement de libération du peuple centrafricain | 209 357      | 23,53        | 334 716     | 35,40       |
|                          | André Kolingba           | Rassemblement démocratique centrafricain        | 145 495      | 16,36        |             |             |
|                          | Jean-Paul Ngoupandé      | Parti de l'unité nationale                      | 45 182       | 5,08         |             |             |
|                          | Charles Massi            | Forum démocratique pour la modernité            | 28 618       | 3,22         |             |             |
|                          | Abel Goumba              | Front patriotique pour le progrès               | 22 297       | 2,51         |             |             |
|                          | Henri Pouzère            | Indépendant                                     | 18 647       | 2,10         |             |             |
|                          | Josué Binoua             | Indépendant                                     | 13 559       | 1,52         |             |             |
|                          | Jean-Jacques Démafouth   | Indépendant                                     | 11 279       | 1,27         |             |             |
|                          | Auguste Boukanga         | Union pour la Rénovation et la démocratie       | 7 085        | 0,80         |             |             |
|                          | Olivier Gabirault        | Alliance pour la démocratie et le progrès       | 5 834        | 0,66         |             |             |
|                          |                          |                                                 |              |              |             |             |
| Votes valides            | Votes valides            | Votes valides                                   | 889 594      | 93,98        | 945 619     | 96,72       |
| Votes blancs             | Votes blancs             | Votes blancs                                    | 4 170        | 0,44         | 3 936       | 0,40        |
| Votes nuls               | Votes nuls               | Votes nuls                                      | 52 852       | 5,58         | 28 175      | 2,88        |
| Total                    | Total                    | Total                                           | 946 616      | 100          | 977 730     | 100         |
| Abstention               | Abstention               | Abstention                                      | 356 314      | 27,35        | 474 481     | 32,67       |
| Inscrits / participation | Inscrits / participation | Inscrits / participation                        | 1 302 930    | 72,65        | 1 452 211   | 67,33       |

Représentation des résultats du second tour :
| François Bozizé (64,60 %) |  |  | Martin Ziguélé (35,40 %) |
| ▲                         |  |  |                          |
| Majorité absolue          |  |  |                          |

### Élections législatives
| Partis politiques                               | Sièges |
| ----------------------------------------------- | ------ |
| Convergence nationale - Kwa Na Kwa              | 42     |
| Mouvement de libération du peuple centrafricain | 11     |
| Rassemblement démocratique centrafricain        | 8      |
| Parti social démocratique                       | 4      |
| Front patriotique pour le progrès               | 2      |
| Alliance pour la Démocratie et le Progrès       | 2      |
| Association Löndö                               | 1      |
| sans étiquette                                  | 34     |
| Invalidé                                        | 1      |
| Total                                           | 105    |